# Axel van Denemarken

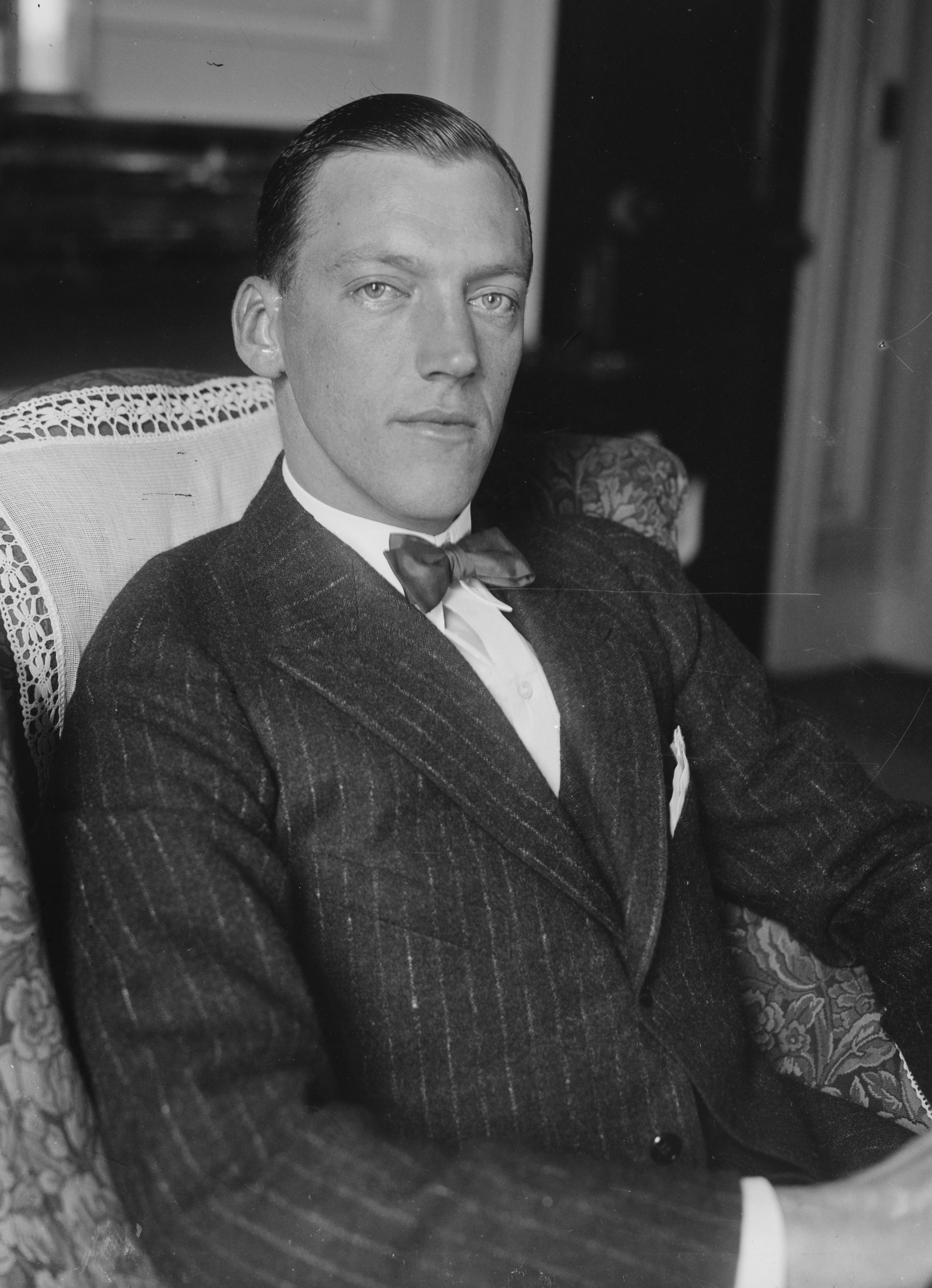
Prins Axel

Axel Christiaan George van Denemarken (Kopenhagen, 12 augustus 1888 - aldaar, 14 juli 1964) was een Deense prins uit het huis Sleeswijk-Holstein-Sonderburg-Glücksburg.
Hij was de tweede zoon van prins Waldemar van Denemarken en diens vrouw Marie van Bourbon-Orléans.
Zelf trouwde hij op 22 mei 1918 in Stockholm met prinses Margaretha van Zweden (de oudste dochter van prins Karel van Zweden en diens vrouw Ingeborg van Denemarken en een zuster van de latere Belgische koningin Astrid en de Noorse kroonprinses Märtha).
Het paar kreeg twee zoons:
- George Waldemar van Denemarken (16 april 1920 - 29 september 1986)
- Flemming van Denemarken (9 maart 1922 - 19 juni 2002)

In 1932 was Axel lid van het Internationaal Olympisch Comité. Ook was hij enige tijd directeur van de Scandinavische luchtvaartmaatschappij SAS. Op 4 september 1948 vertegenwoordigde hij het Deense koningshuis bij de inhuldiging van koningin Juliana.
- International Standard Name Identifier: 0000 0000 2610 4781
- Library of Congress Control Number: n84228105
- National Archives and Records Administration: 76606293
- Virtual International Authority File: 8801407
- WorldCat: E39PBJwMyFp76YfbB3b3cw86Kd